# Miconia rugifolia
Miconia rugifolia är en tvåhjärtbladig växtart som beskrevs av José Jéronimo Triana. Miconia rugifolia ingår i släktet Miconia och familjen Melastomataceae. Inga underarter finns listade i Catalogue of Life.